# Gary Grigsby
Gary Grigsby – amerykański programista, projektant wojennych gier komputerowych.

## Życiorys
Karierę rozpoczął w roku 1982 w szeregach firmy Strategic Simulations, Inc. (SSI). Jego tytuły były wydawane przez 15 lat do czasu upadłości kompanii. Jego bardziej znanymi tytułami w tym okresie działalności były: Kampfgruppe, USAAF, War in Russia i seria Steel Panthers. Dwie gry: Battle of Britain i 12 O'clock High, były wydane dla firmy Talonsoft w późnych latach 90. W 2001 roku założył własne studio programistyczne 2 By 3 Games wraz z Joelem Billingsem (twórcą SSI) oraz Keithem Brorsem. Najnowsze dzieła Grigsby'ego, Gary Grigsby’s World at War i Gary Grigsby’s War Between the States, zostały wydane przez Matrix Games.

## Zaprojektowane gry
- Guadalcanal Campaign (1982)
- Bomb Alley (1982)
- North Atlantic '86 (1983)
- Carrier Force (1983)
- Objective: Kursk (1984)
- War in Russia (1984)
- Reforger '88 (1984)
- Kampfgruppe (1985)
- Mech Brigade (1985)
- USAAF (1985)
- Battlegroup (1986)
- Warship (1986)
- War in the South Pacific (1986)
- Battlecruiser (1987)
- Panzer Strike! (1987)
- Typhoon of Steel (1988)
- Overrun! (1989)
- Second Front (1990)
- Western Front (1991)
- Carrier Strike (1992)
- Gary Grigsby’s Pacific War (1992)
- Gary Grigsby’s War in Russia (1993)
- Steel Panthers (1995)
- Steel Panthers II (1996)
- Steel Panthers III (1997)
- Battle of Britain (1999)
- 12 O’clock High (1999)
- Uncommon Valor: Campaign for the South Pacific (2002)
- War in the Pacific: The Struggle Against Japan 1941-1945 (2004)
- Gary Grigsby’s World at War (2005)
- Gary Grigsby’s War Between the States (2008)
- Gary Grigsby's War in the East (2010)
- Gary Grigsby's War in the West (2014)